# Microtatorchis perpusilla
Microtatorchis perpusilla är en orkidéart som beskrevs av Rudolf Schlechter. Microtatorchis perpusilla ingår i släktet Microtatorchis och familjen orkidéer. Inga underarter finns listade i Catalogue of Life.